# Демократична Республіка Конго на літніх Олімпійських іграх 2020
Демократичну Республіку Конго на літніх Олімпійських іграх 2020 представляли сім спортсменів у чотирьох видах спорту.

## Спортсмени
| Вид спорту     | Чоловіки | Жінки | Загалом |
| -------------- | -------- | ----- | ------- |
| Легка атлетика | 1        | 0     | 1       |
| Бокс           | 2        | 2     | 4       |
| Дзюдо          | 0        | 1     | 1       |
| Тхеквондо      | 0        | 1     | 1       |
| Загалом        | 3        | 4     | 7       |